# Psaume 120 (119)

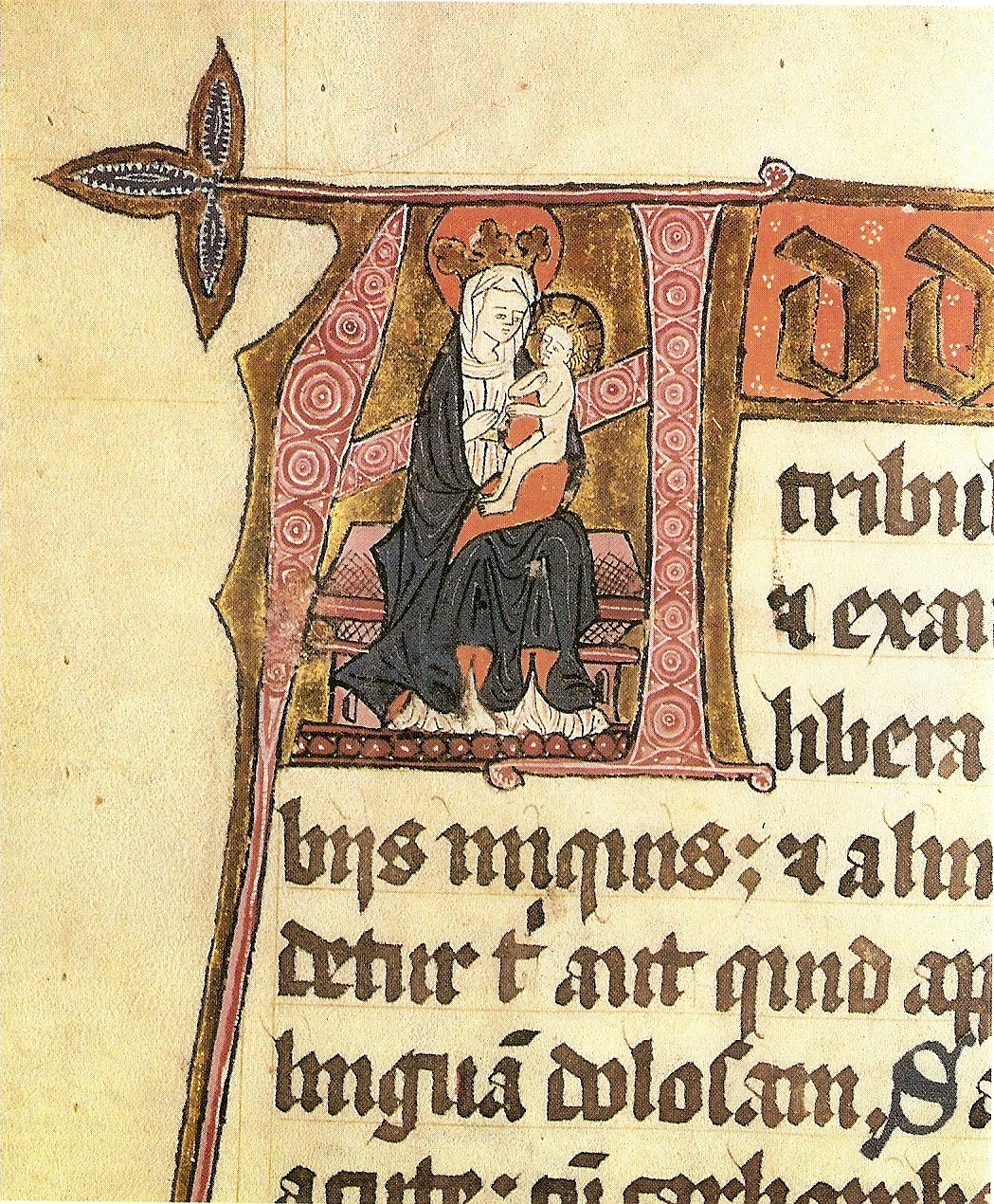
Le début du psaume 120 en latin avec enluminure, sur un psautier d’un monastère norvégien à Bergen.

Le psaume 120 (119 dans la numérotation grecque) est le premier des quinze cantiques des degrés, appelés aussi chants des montées.

## Texte
| verset | original hébreu                               | traduction française de Louis Segond                                                    | Vulgate latine                                                                    |
| ------ | --------------------------------------------- | --------------------------------------------------------------------------------------- | --------------------------------------------------------------------------------- |
| 1      | שִׁיר, הַמַּעֲלוֹת:אֶל-יְהוָה, בַּצָּרָתָה לִּי-- קָרָאתִי, וַיַּעֲנֵנִי | [Cantique des degrés.] Dans ma détresse, c’est à l’Éternel que je crie, et il m’exauce. | [Canticum graduum] Ad Dominum cum tribularer clamavi et exaudivit me              |
| 2      | יְהוָה--הַצִּילָה נַפְשִׁי, מִשְּׂפַת-שֶׁקֶר: מִלָּשׁוֹן רְמִיָּה        | Éternel, délivre mon âme de la lèvre mensongère, de la langue trompeuse !               | Domine libera animam meam a labiis iniquis a lingua dolosa                        |
| 3      | מַה-יִּתֵּן לְךָ, וּמַה-יֹּסִיף לָךְ-- לָשׁוֹן רְמִיָּה            | Que te donne, que te rapporte une langue trompeuse ?                                    | Quid detur tibi et quid adponatur tibi ad linguam dolosam                         |
| 4      | חִצֵּי גִבּוֹר שְׁנוּנִים; עִם, גַּחֲלֵי רְתָמִים               | Les traits aigus du guerrier, avec les charbons ardents du genêt.                       | Sagittae potentis acutae cum carbonibus desolatoriis                              |
| 5      | אוֹיָה-לִי, כִּי-גַרְתִּי מֶשֶׁךְ; שָׁכַנְתִּי, עִם-אָהֳלֵי קֵדָר      | Malheureux que je suis de séjourner à Méschec, d’habiter parmi les tentes de Kédar !    | Heu mihi quia incolatus meus prolongatus est habitavi cum habitationibus Cedar    |
| 6      | רַבַּת, שָׁכְנָה-לָּהּ נַפְשִׁי-- עִם, שׂוֹנֵא שָׁלוֹם             | Assez longtemps mon âme a demeuré auprès de ceux qui haïssent la paix.                  | Multum incola fuit anima mea                                                      |
| 7      | אֲנִי-שָׁלוֹם, וְכִי אֲדַבֵּר; הֵמָּה, לַמִּלְחָמָה               | Je suis pour la paix ; mais dès que je parle, ils sont pour la guerre.                  | Cum his qui oderant pacem eram pacificus cum loquebar illis inpugnabant me gratis |

## Usages liturgiques

### Dans le judaïsme
Comme de nombreux autres cantiques des montées, le psaume 120 est récité après la Michna, entre Souccot et le shabbat hagadol.

### Dans le christianisme

#### Chez les catholiques
Selon la règle de saint Benoît fixée vers 530, ce psaume était chanté ou récité lors de l'office de tierce pendant la semaine, à savoir du mardi jusqu'au samedi, suivi des psaume 121 (120) et psaume 122 (121), et après que les offices du dimanche et du lundi s'étaient consacrés au psaume 119 (118), celui qui est le plus long parmi les 150 psaumes.
Dans la liturgie des Heures, le psaume 120 est actuellement récité aux vêpres de lundi de la quatrième semaine.